# Elsipogtog
Elsipogtog (ou Big Cove, L'sipuktuk) est une Première nation Mi'gmaq du Nouveau-Brunswick. C'est l'une des deux plus importantes nations, avec plus de trois mille individus. Elle gère deux réserves indiennes, Richibucto 15 et Soegao 35.

## Histoire
Le nom de la Nation Elsipogtog signifie Rivière de feu. La région est également appelée le fief de Sikniktuk. Le district a été assigné au clan Mi'gmaq des Alguimou (ou L'kimu). Misel Alguimou a été rebaptisé Michael Augustin, dans les années 1700. Le chef Michael Augustine a signé le Traité de paix et d'amitié avec les Britanniques en 1761, au nom de la Tribu de Richibucto Mi'gmaq. La Réserve Richibucto a été créée le 9 septembre 1805. Elle s'étendait des deux côtés de la rivière mais sa superficie fut réduite à 5 720 acres seulement sur la rive nord le 25 février 1824 ; en 1904, se superficie n'était plus que de 2 221 acres. La réserve Richibucto #15 est également connue sous le nom de la réserve Big Cove. Elle a également été appelée Big Cob Mesigig Oalnei, et est actuellement connue sous le nom de Elsipogtog (orthographe Pacifique), ou L'sipuktuk (variations Francis - Smith) et de la Première nation Elsipogtog.
En 1825, le territoire est touché par les Grands feux de la Miramichi, qui dévastent entre 10 000 km2 et 20 000 km2 dans le centre et le nord-est de la province et tuent en tout plus de 280 personnes,.
L'église est détruite dans un incendie en 1971. Une nouvelle église est ouverte en 1973.
Les Jeux d'été autochtones du Nouveau-Brunswick de 2010 ont lieu à Elsipogtog.

## Économie
Entreprise Kent, membre du Réseau Entreprise, a la responsabilité du développement économique.

## Administration
| Mandat      | Fonctions   | Nom(s) |
| ----------- | ----------- | --- |
| 2010 - 2012 | Chef        | Jesse Simon |
| 2010 - 2012 | Conseillers | Foster Augustine, Stephen Augustine, Robert Francis, Mary Levy, Robert Levy, Joseph Milliea, Joseph Millier, Mary Millier, Joseph Simon, Arren Sock, Jonathan Sock, Joseph Sock. |

|  | Indépendant | ?-?   | Albert Levi |
|  | Indépendant | 2010- | Jesse Simon |

## Vivre à Elsipogtog
La Elsipogtog School est une école des Premières nations accueillant les élèves de la maternelle à 8e année. Elsipogtog possède aussi une école alternative accueillant les élèves de la 9e à la 12e année. Elsipogtog possède aussi un poste d'Ambulance Nouveau-Brunswick et une caserne de pompiers. Le bureau de poste le plus proche est quant à lui à Rexton.
La ville possède un poste de la Gendarmerie royale du Canada. Il dépend du district 5, dont le bureau principal est situé à Richibouctou.

### Religion
L'église St. Ann's est une église catholique romaine faisant partie de l'archidiocèse de Moncton.

## Culture

### Personnalités
- Albert Levi, chef et membre de l'ordre du Canada;
- Mildred Milliea, enseignante et animatrice communautaire, membre de l'ordre du Canada;
- Everett Sanipass (1968-), joueur de hockey sur glace;
- Lorne Simon (19??-1994), écrivain, né à Elipogtog;
- Serena Sock, enseignante, écrivaine et traductrice.

### Elsipogtog dans la culture
La réserve est mentionnée dans le recueil de poésie La terre tressée, de Claude Le Bouthillier. La localité est aussi l'un des lieux habités par la Mariecomo, personnage du roman éponyme de Régis Brun.